# Hynobius kimurae
Hynobius kimurae é uma espécie de anfíbio caudado pertencente à família Hynobiidae. É uma espécie endémica do Japão, onde habita florestas temperadas e rios.